# Pogromy Żydów w Imperium Rosyjskim

Rozmieszczenie języków żydowskich (np. jidysz) w Imperium Rosyjskim według spisu z 1897 r.

Pogromy Żydów w Imperium Rosyjskim – fale antysemickich pogromów, które miały miejsce w Imperium Rosyjskim w latach 1881–1884 i 1903–1906, dotknęła ona przede wszystkim ludność żydowską zamieszkałą w strefie osiedlenia.
W latach 1881–1884 doszło do około 250 pogromów i ekscesów, zaś w okresie 1903–1906 pogromy Żydów popełniono w 64 miastach i 626 miasteczkach oraz wsiach.

## Wydarzenia w Odessie przed rokiem 1881
Antyżydowskie zamieszki przed rokiem 1881 należały do rzadkości i ogniskowały się głównie w Odessie (na dzisiejszej Ukrainie). W mieście tym grecka i żydowska społeczność sąsiadowały ze sobą i rywalizowały ekonomicznie. Pierwszy pogrom w Odessie, w 1821 roku, był związany z wybuchem wojny o niepodległość Grecji, podczas której Żydzi byli oskarżani lub pomawiani o sympatyzowanie z władzami osmańskimi i pomoc Turkom w zabójstwie Grzegorza V, Patriarchy Konstantynopola. W pogromie z rąk greckich napastników zginęło 14 Żydów.
Podczas Wielkanocy w 1859 doszło do drugiego antyżydowskiego pogromu, dokonanego przez greckich żeglarzy ze statków stojących w porcie. W 1871 roku, w wyniku rozprzestrzenia się pogłoski o rzekomej profanacji cerkwi wspólnoty greckiej przez Żydów, doszło do kolejnych aktów przemocy. Tym razem do greckich napastników dołączyli rosyjscy.

## Pierwsza fala pogromów (1881–1884)
W latach 1881–1884 przez Imperium Rosyjskie przetoczyła się fala od 224 do 284 pogromów i ekscesów antyżydowskich.

### Podłoże

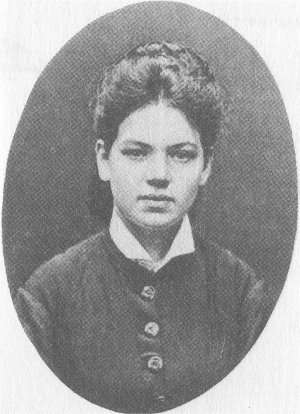
Hesia Helfman

Bezpośrednią iskrą było zabójstwo cara Aleksandra II Romanowa, dokonane przez zamachowców z organizacji Narodnaja Wola. Większość uczestników zamachu stanowili Rosjanie i Polacy, tylko Hesia Helfman była Żydówką. Wszyscy zamachowcy byli ateistami i wspólnota żydowska nie miała z zabójstwem cara nic wspólnego. Mimo to część prasy i opinii publicznej uczyniła z Helfman postać centralną zamachu i obarczyła Żydów winą za zabójstwo cara.
Istniało również wielorakie tło ekonomiczne pogromów. Masy spauperyzowanych Rosjan podróżowały ku żyznym południowym i południowo-zachodnim rejonom imperium w poszukiwaniu zarobku. Zimie roku 1880 towarzyszyło załamanie przemysłowe, zaś kryzys zbożowy lat 1880–1881 niemal doprowadził do głodu w tym regionie. W miastach pojawiły się bezrobotne i sfrustrowane masy. Z kolei mimo iż pauperyzacją dotknięta została również większość Żydów, pewna ich część była dla ludności nieżydowskiej pracodawcami, kredytodawcami lub dostawcami artykułów pierwszej potrzeby, jak i ekonomicznymi rywalami. Ponieważ dodatkowo wśród kozaków i ludności wiejskiej panowała długa tradycja antyżydowskich antagonizmów, która zebrała swoje krwawe żniwa podczas powstania Chmielnickiego czy Rzezi humańskiej, frustracja wywołana kryzysem ekonomicznym skierowała się przeciw Żydom.

### Pogromy

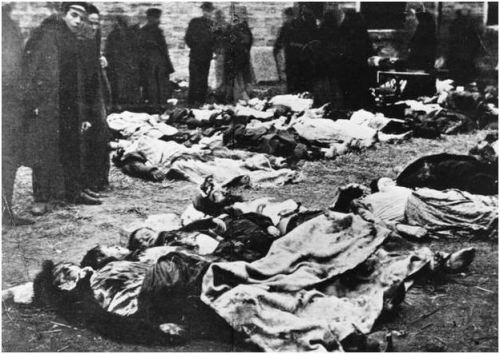
Ofiary pogromu w Kiszyniowie (1903)

Do pierwszego pogromu doszło 15 i 16 kwietnia 1881 w Jelizawietgradzie (dzis. Kropywnyćkyj na Ukrainie), w czasie świąt prawosławnej Wielkanocy. Tłum plądrujący sklepy i karczmy prowadzone przez Żydów oraz synagogę został powstrzymany przez żołnierzy. Sytuacja nie została jednak uspokojona i w przeciągu około tygodnia doszło do około czterdziestu pogromów we wsiach rozrzuconych po guberni chersońskiej.
26 kwietnia doszło do pogromu w Kijowie. Napastnicy splądrowali około tysiąca żydowskich domów i miejsc pracy, grabiąc towary ze sklepów. Tym razem doszło do morderstw i gwałtów. Pomimo stłumienia pogromu, fala antysemickiej przemocy rozlała się szeroko po guberniach podolskiej, wołyńskiej, czernihowskiej, jekaterynosławskiej i innych. W przeciągu dwóch tygodni od zajść w Kijowie doszło do około stu przypadków rozruchów we wsiach i miasteczkach, zaś w lipcu i sierpniu – do kolejnych trzydziestu. W tym czasie zaczęły się organizować pierwsze oddziały żydowskiej samoobrony, z których najsprawniejszą była grupa odeska, złożona ze studentów Uniwersytetu Noworosyjskiego.
W Boże Narodzenie 1881 roku doszło do pogromu w Warszawie. Plądrowanie rozlało się na kilka dzielnic. Dwie osoby zginęły, 24 zostały ranne, a około 10 tysięcy Żydów poniosło znaczące straty materialne. Policja aresztowała w sumie 2600 osób, a prasa jednomyślnie potępiła zajścia.
29 marca 1882 miał miejsce pogrom w Bałcie. Wieść o lokalnej bijatyce między chrześcijańską i żydowską grupką na rynku przycerkiewnym przeobraziła się w pogłoskę o ataku Żydów na cerkiew. Policja przyjęła tę wersję i zakazała Żydom sformowania oddziałów samoobrony. Pogrom, który rozgorzał, kosztował życie od 4 do 12 osób. Doszło do gwałtów, a zniszczeniom uległa większość żydowskiego mienia w mieście.
Nowo koronowany car Aleksander III Romanow winą za pogromy obarczył rewolucjonistów i samych Żydów. W maju 1882 roku wprowadził on tzw. Prawa majowe, mające charakter represyjny. Nowe prawo zabraniało Żydom m.in. osiedlania się poza miastami i ich przedmieściami, i zakazywało prowadzenia działalności gospodarczej w niedziele.
Do poważnych, choć już odosobnionych pogromów doszło w 1883 roku w Jekaterynosławiu, Krzywym Rogu i Rostowie nad Donem, zaś 7 czerwca 1884 w Niżnym Nowogrodzie.

### Skutki
Wprawdzie w tej fali pogromów relatywnie niewielu Żydów straciło życie, jednak ogromna skala zniszczeń mienia i niejednoznaczna reakcja władz (w tym wprowadzenie Ustaw Majowych) doprowadziły do utraty poczucia bezpieczeństwa wśród społeczności żydowskiej i początku fali emigracji, głównie w kierunku Stanów Zjednoczonych.
Reakcją na pogromy było również wzmocnienie ruchu syjonistycznego. W 1882 roku Leon Pinsker w odezwie Auto-Emancipation! ocenił, że jedyną metodą ucieczki przed judeofobią jest utworzenie własnego państwa. Założył on Chowewej Syjon, pierwszą organizację dążącą do imigracji do Palestyny.

## Druga fala pogromów (1903–1906)
W latach 1903–1906 doszło do drugiej, rozleglejszej i krwawszej fali pogromów. Wybuch antyżydowskiej przemocy był związany z walką polityczna między antycarskimi rewolucjonistami a popierającymi carat stronnikami reakcji. W celu odwrócenia niezadowolenia społecznego, rząd rosyjski dał gazetom reakcyjnym wolną rękę w prowadzeniu antyżydowskiej nagonki.
W latach 1903–1904 doszło do 45 pogromów, w których zginęło 90 Żydów i 13 nie-Żydów, a 4200 osób zostało ciężko rannych.
Podczas największego nasilenia fali pogromów, w okresie pomiędzy październikiem 1905 a styczniem 1906 roku, antyżydowska przemoc ogarnęła 575 miejsc.
Łącznie w całym okresie pogromy Żydów odbyły się w 64 miastach i 626 miasteczkach oraz wsiach

### Pogromy
Do pierwszego pogromu doszło 19 i 20 kwietnia 1903 w Kiszyniowie. Poprzedził go sześcioletni cykl fałszywych oskarżeń wobec Żydów w jedynej i sponsorowanej przez władze gazecie „Besarabiec”. Na wiosnę 1903 zabójstwo chłopca i samobójstwo dziewczynki przedstawiono jako rzekome mordy rytualne dokonane przez Żydów. Rozpętało to pogrom, podczas którego zamordowano 47 Żydów, 92 osoby zostały ciężko ranne (500 – lekko), zaś 1300 domów i sklepów splądrowano. Policjanci, wobec braku rozkazów, podzielili się na broniących ofiar, uczestniczących w pogromie i nieinterweniujących. Drugiego dnia wydarzeń policja otrzymała rozkaz rozbrajania wyłącznie żydowskich grup samoobrony, zaś wojsko rozpoczęło zaprowadzanie porządku po 36 godzinach od początku zajść. W trakcie procesu oskarżonych skazano na bardzo niskie kary. Wydarzenia te wywołały falę potępienia wśród społeczności międzynarodowej.
W czasie następnego pogromu, który miał miejsce pół roku później w Homlu, kilkuset napastników napotkało silny opór oddziałów żydowskiej samoobrony. Tym razem liczba ofiar ograniczyła się do 8-10 osób zabitych i pewnej liczby rannych. Około 400 domów zostało wówczas splądrowanych.
W roku 1904 doszło do czterdziestu trzech pogromów. W przypadku przynajmniej połowy z nich w tle przewinął się wątek zaangażowania się Rosji w wojnę z Japonią i oskarżeń wobec Żydów o rzekome sprzyjanie wrogiemu państwu. Tak stało się w Benderach (obecnie w Mołdawii), gdzie ludność została wcześniej podburzona oskarżeniami w piśmie „Besarabiec” o kolaborację z Japonią i, jednocześnie, o mord rytualny. Pierwszego maja tłum zaatakował dzielnicę żydowską, zabijając pięć osób i grabiąc domy i sklepy. Zamieszki zostały stłumione przez wojska kozackie. Dalsze pogromy w tym roku miały miejsce m.in. w Ostrowcu Świętokrzyskim, Grodnie, Kownie, Kijowie, Witebsku, Smoleńsku, na Wołyniu, w Prowincji Chersońskiej, Besarabii, i Samarze. W Smile w okolicy Kijowa zapłonem do pogromu stało się oskarżenie chrześcijanki o molestowanie przez żydowskiego kupca. Pokłosiem napaści było sto spalonych domów (w tym dwie szkoły i synagogi) oraz 150 splądrowanych sklepów.

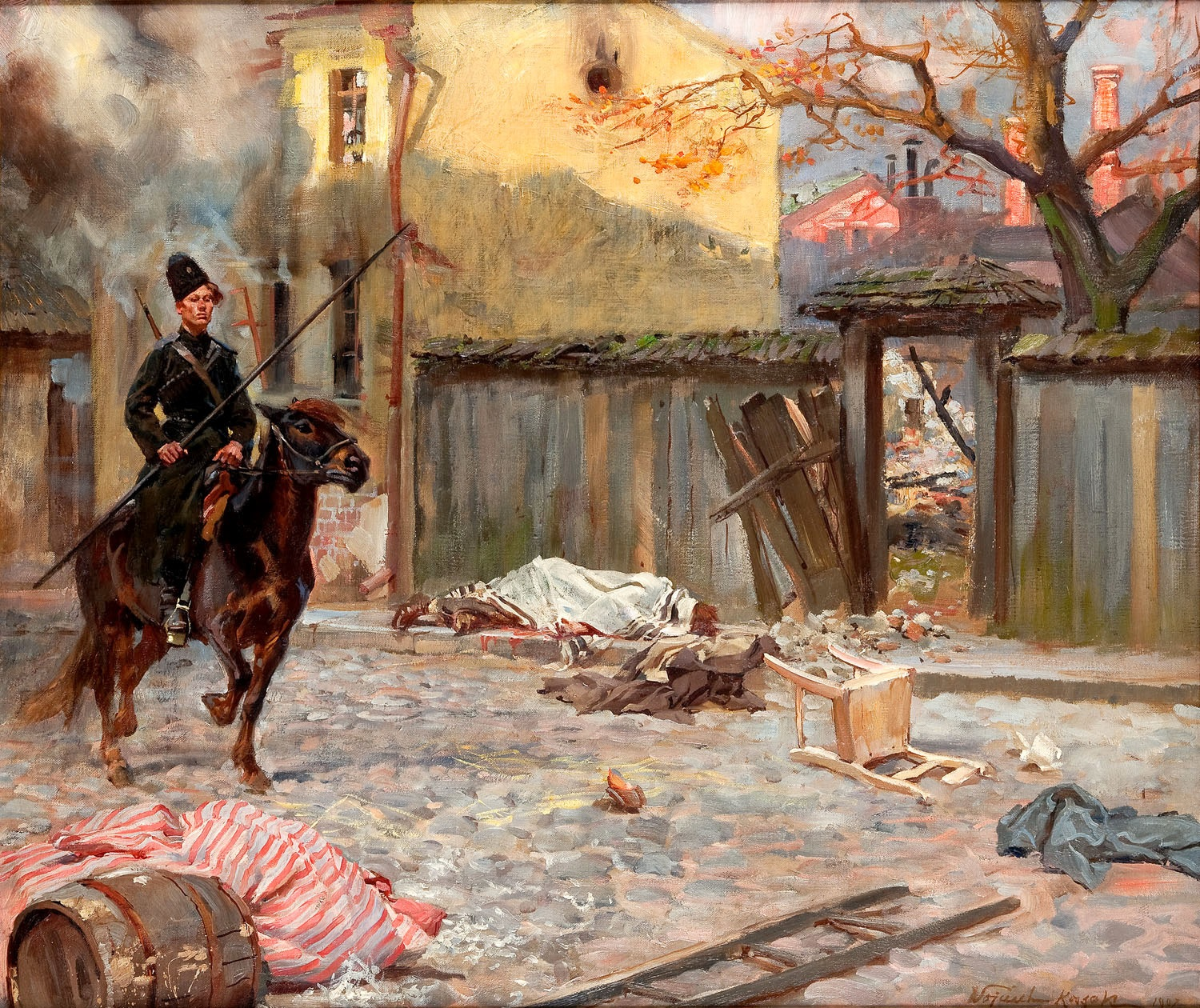
Po pogromie w rosyjskim miasteczku (mal. W. Kossak, 1907)

W kolejnym roku natężenie pogromów jeszcze wzrosło. Do napaści doszło w lutym w Teodozji i w kwietniu w Melitopolu. 11 maja w Żytomierzu pogłoska o rzekomym planowaniu masakry chrześcijan przez Żydów doprowadziła do rozległego pogromu. Był to zarazem pierwszy przypadek, gdy wyraźną agitację antysemicką prowadziła Czarna Sotnia. Pomimo sprawnej organizacji oddziałów samoobrony Bundu, 29 Żydów zamordowano, a 150 zostało rannych. Jednak rząd rosyjski winą za pogromy obarczył Żydów i socjalistycznych agitatorów.
Do największego nasilenia fali pogromów doszło w okresie pomiędzy październikiem 1905 a styczniem 1906 roku, gdzie antyżydowska przemoc ogarnęła 575 miejsc, z czego około 85% w południowych prowincjach Imperium Rosyjskiego.
Najbardziej krwawą masakrą był pogrom w listopadzie 1905 roku w Odessie. Liczbę ofiar szacuje się na od 500 do 2500 zabitych, od 300 do kilku tysięcy rannych, zaś ponad 1600 domów zostało splądrowanych. Bezpośrednim zarzewiem pogromu była konfrontacja procarskich sił konserwatywno-nacjonalistycznych z siłami antydyskryminacyjnymi i rewolucyjnymi, do której doszło w następstwie ogłoszenia przez cara Manifestu Październikowego, znacznie poszerzającego swobody ludności w państwie. Przyczynami dalszymi była demonizacja Żydów i podżeganie do przemocy przeciw nim przez siły nacjonalistyczno-religijne (np. Czarna Sotnia), wzrost znaczenia demograficznego i ekonomicznego Żydów w Odessie w 2. poł. XIX w., który zwiększył obawy ludności rosyjsko-ukraińskiej (choć nadal większość wspólnoty żydowskiej dotknięta była biedą), polityka dyskryminacyjna władz rosyjskich i ich antyżydowskie nastawienie oraz uczestnictwo niektórych Żydów w ruchach rewolucyjnych. W trwającym trzy dni pogromie czynny udział brali policjanci. Gubernator Odessy Dymitr Neidhardt odmówił delegacji przywódców żydowskich powstrzymania masakry, co częściowo związane było z jego ugruntowanym antysemityzmem, a częściowo z utratą kontroli nad podległymi mu siłami. Rozkaz interwencji władza wydała dopiero po dwóch dobach pogromu.
Podobne podłoże miał pogrom w Kijowie, który również rozgorzał bezpośrednio w reakcji na manifestację sił rewolucyjnych na wieść o ogłoszeniu Manifestu Październikowego. Pogłoska o „zbezczeszczeniu portretu cara” przez Żydów stała się iskrą do fali przemocy, która trwała dwa dni. W czasie trwania pogromu policjanci i żołnierze podzielili się na niereagujących oraz aktywnie uczestniczących w antyżydowskiej przemocy. Jednakże w odróżnieniu od zajść w Odessie, w Kijowie generał stacjonujących wojsk jawnie popierał pogrom, zaś szef policji aktywnie podżegał tłum do napaści. W dwa dni fali przemocy życie straciło pomiędzy 47 a 100 osób, a co najmniej 300 zostało rannych.

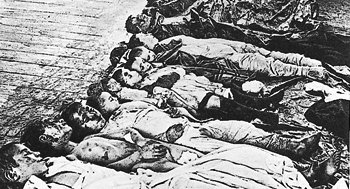
Zdjęcie, które, jak się uważa, przedstawia ofiary (głównie dzieci żydowskie) pogromu w Jekaterynosławiu (dziś Dniepr) w 1905 roku.

W tym samym czasie, na fali zamieszek rewolucyjnych doszło również do pogromu w Jekaterynosławiu. Zajścia poprzedził strajk pracowniczy, który brutalnie stłumiła policja. W trakcie pogromu tłum demolował domy i sklepy. Zginęło 67 Żydów i 30 nie-Żydów, a 125 osób zostało rannych.
W czerwcu 1906 roku doszło do pogromu w Białymstoku, w którym 2/3 mieszkańców stanowili wówczas Żydzi. 14 czerwca przechodziły w tym mieście dwie procesje: katolicka oraz prawosławna. W trakcie pochodu katolickiego nagle wybuchła bomba, która zabiła jedną osobę. Wówczas władze rosyjskie ogłosiły, że otworzono ogień do pochodu prawosławnego, następnie oskarżyły żydowskich mieszkańców o zamach i sprowadziły oddziały wojska, które otworzyły ogień do Żydów. W pogromie uczestniczyli również rosyjscy kolejarze i robotnicy. Łącznie zamordowano około 80 osób. Z kolei w sierpniu tego roku w Siedlcach doszło do pogromu, w którym zginęło 30 Żydów, a 180 zostało rannych.

### Skutki
Jednym ze skutków pogromów była masowa emigracja Żydów z carskiej Rosji. W latach 1881–1914 wyjechało z niej 2 miliony osób, głównie do Stanów Zjednoczonych i Wielkiej Brytanii.
W reakcji na pogromy i dyskryminację wzmogło się również zaangażowanie polityczne Żydów. Ruch bundowski oraz komunistyczny zasiliły szeregi nowych członków. Część powstałej sieci samoobrony skonsolidowała się natomiast wokół syjonizmu, skupiając się m.in. w ruchu Chowewej Syjon.

## Trzecia fala pogromów (1917–1921)
Trzecia fala pogromów związana była z rewolucją październikową, wojną domową w Rosji oraz wojną polsko-bolszewicką.